# Citromsavciklus

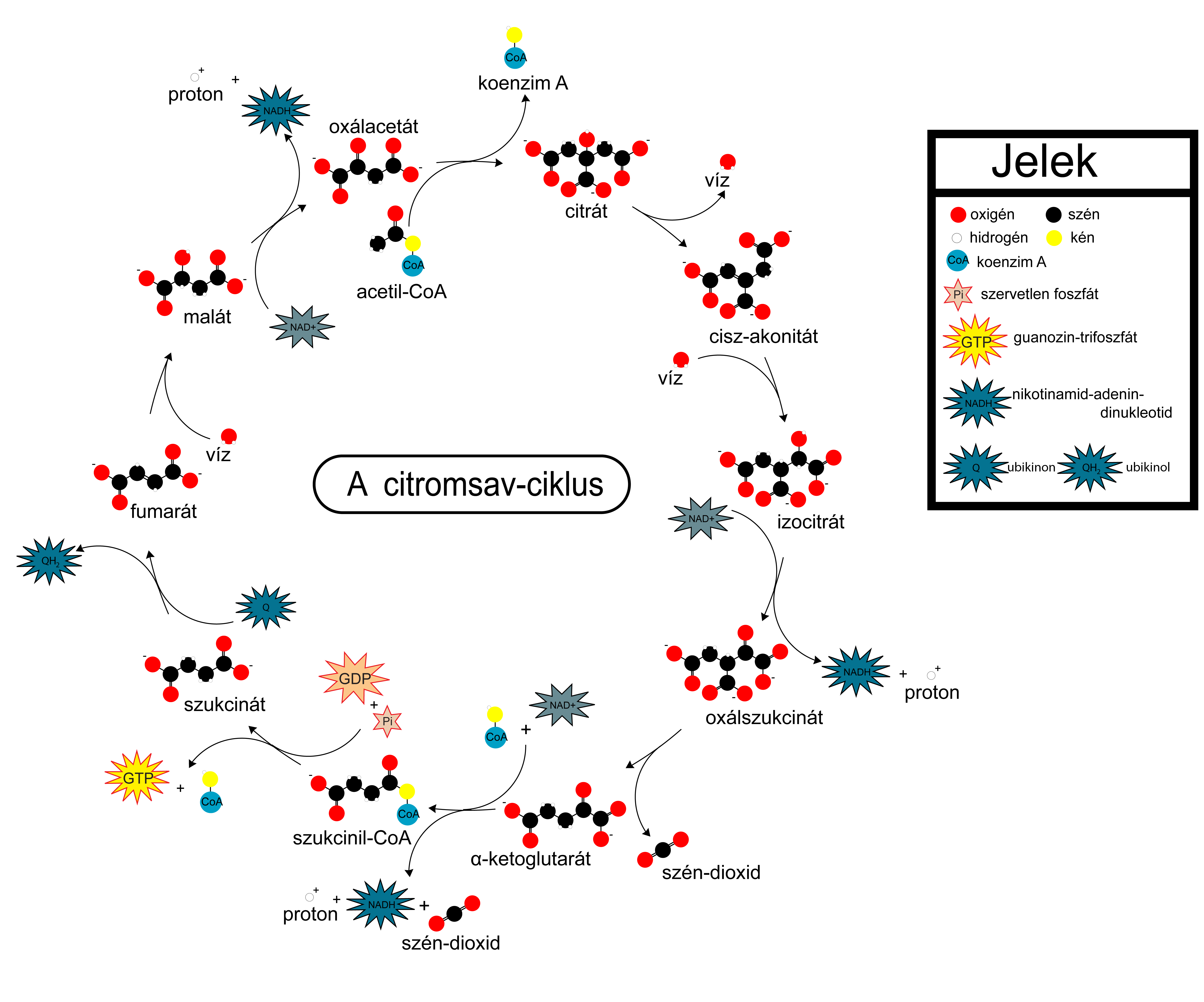
A citrátkör áttekintése

A citromsavciklus (más néven Szent-Györgyi–Krebs-ciklus, Krebs-ciklus, trikarbonsavciklus, citrátkör) alapvető fontosságú anyagcsere-folyamat minden olyan élő sejtben, amely oxigént használ a sejtlégzés folyamatában.
Ezekben az aerob organizmusokban a citromsavciklus annak az anyagcsere-útvonalnak a része, amelyben a szénhidrátok, zsírok és fehérjék CO2-dá és vízzé alakulnak, miközben energia termelődik.
A szénhidrátlebontás és ATP-termelés folyamatában végbemenő négy anyagcsere-útvonalból ez a harmadik. A megelőző kettő a glikolízis és a piruvátoxidáció, a következő pedig a légzési lánc.
A citromsavciklusban előanyagok (prekurzorok) is termelődnek (például aminosavak), és néhány reakciója fontos olyan sejtekben is, melyek fermentációt végeznek.
A Szent-Györgyi–Krebs-ciklus felfedezőiről, Szent-Györgyi Albertről és Hans Adolf Krebsről kapta a nevét. Szent-Györgyit 1937-ben a citrátkör egyes reakcióinak kutatásáért (és a C-vitamin vizsgálatáért), Krebst pedig 1953-ban a citrátkör felfedezéséért Nobel-díjjal jutalmazták.

## Áttekintés
| fumaráz malát- dehidrogenáz CITROMSAV- CIKLUS szukcinát- dehidrogenáz szukcinil-CoA- szintetáz citrát- szintáz α-ketoglutarát- dehidrogenáz izocitrát- dehidrogenáz izocitrát- dehidrogenáz akonitáz piruvát acetil-CoA oxálacetát L-malát fumarát szukcinát szukcinil-CoA α-ketoglutarát oxálszukcinát izocitrát cisz-akonitát citrát piruvát- karboxiláz piruvát- dehidrogenáz glikolízis zsírsavoxidáció zsírsav- bioszintézis koleszterin- bioszintézis aminosav- bioszintézis és -oxidáció zsírsav- oxidáció valin izoleucin metionin porfirin- bioszintézis aszpartát fenil-alanin tirozin glükoneogenezis aminosav-bioszintézis és -oxidáció |

A folyamatban két szénatom CO2-dá oxidálódik, az elektronok NAD-ra és ubikinonra kerülnek, tiszta nyereségnek a GTP tekinthető.
|    | szubsztrát     | koenzim         | enzim                       | reakciótípus            | inibitor                    | aktivátor | reakciótermék            |
| -- | -------------- | --------------- | --------------------------- | ----------------------- | --------------------------- | --------- | ------------------------ |
| 1  | oxálecetsav    | acetil-CoA, H2O | citrát-szintáz              | kondenzáció             | citrát, NADH, szukcinil-CoA | –         | citrát                   |
| 2a | citrát         | –               | akonitáz                    | dehidráció              | –                           | –         | cisz-akonitát, H2O       |
| 2b | cisz-akonitát  | H2O             | akonitáz                    | hidratáció              | –                           | –         | izocitrát                |
| 3a | izocitrát      | NAD+            | izocitrát-dehidrogenáz      | oxidáció                | NADH, ATP                   | Ca2+, ADP | oxálszukcinát, NADH      |
| 3b | oxálszukcinát  | H+              | izocitrát-dehidrogenáz      | dekarboxiláció          | NADH, ATP                   | Ca2+, ADP | α-ketoglutarát, CO2      |
| 4  | α-ketoglutarát | NAD+, CoA-SH    | α-ketoglutarát-dehidrogenáz | oxidatív dekarboxiláció | NADH, szukcinil-CoA         | Ca2+      | szukcinil-CoA, NADH, CO2 |
| 5  | szukcinil-CoA  | GDP, foszfát    | szukcinil-CoA-szintetáz     | foszforilálás           | –                           | –         | szukcinát, GTP, CoA-SH   |
| 6  | szukcinát      | FAD             | szukcinát-dehidrogenáz      | oxidáció                | –                           | –         | fumarát, ubikinol        |
| 7  | fumarát        | H2O             | fumaráz                     | hidratáció              | –                           | –         | L-malát                  |
| 8  | L-malát        | NAD+            | malát-dehidrogenáz          | oxidáció                | –                           | –         | oxálecetsav, NADH        |

## A folyamatok egyszerűsített áttekintése

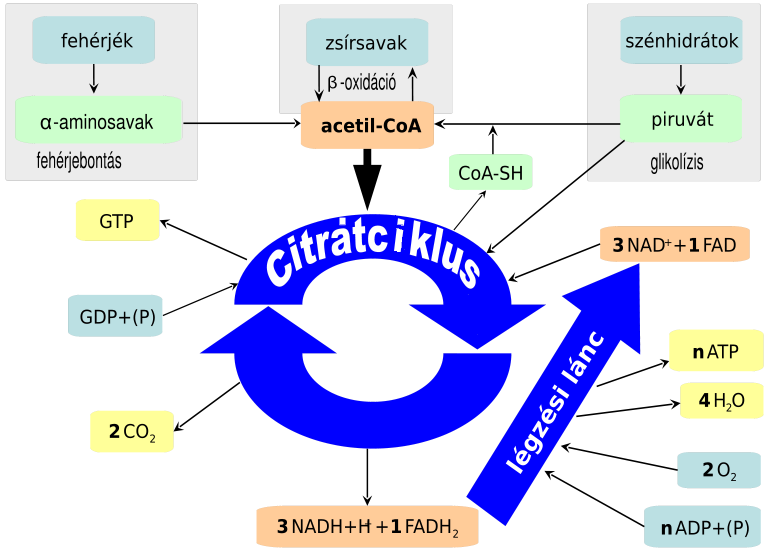

- A citromsavciklus elején az acetil-CoA átadja a két szénatomos acetilcsoportját a négy szénatomból álló oxálacetát molekulának és így citrát (citromsav) keletkezik (6 szénatomos).
- A citrát ezután több átalakuláson megy keresztül, először az egyik, majd a másik karboxilcsoportját is elveszti CO2 formájában.
- A folyamat oxidatív lépései során felszabaduló energia nagyenergiájú elektronok formájában a NAD+-hoz jut és NADH képződik belőlük. Minden citromsavciklusba került acetilcsoportból három molekula NADH képződik.
- Az elektronfelvételre képes FAD-ra kerülő elektronokat ubikinonnak adja, redukálva ubikinollá.
- A 4 szénatomos oxálecetsav-molekula minden ciklus végén újraképződik és a ciklus folytatódik.

## Reakciótermékek
Egy ciklus alatt egy GTP, három NADH, egy ubikinol és két CO2 keletkezik.
Mivel minden glükózmolekulából két acetil-CoA keletkezik, glükózmolekulánként két ciklusra van szükség. Ebből kifolyólag mindenből a duplája képződik: kettő GTP, hat NADH, kettő ubikinol és négy CO2.
| leírás | reaktáns                                                     | termékek                                               |
| A citromsavciklus reakcióinak összesített egyenlete: | acetil-CoA + 3 NAD+ + ubikinon + GDP + Pi + 2 H2O            | → CoA-SH + 3 NADH + 3 H+ + ubikinol + GTP + 2 CO2      |
| Ha összegezzük a piruvát dekarboxiláció és a citromsavciklus során fellépő reakciókat, a következő összesített egyenletet kapjuk (piruvát oxidáció a légzési lánc előtt): | piruvát + 4 NAD+ + ubikinon + GDP + Pi + 2 H2O               | → 4 NADH + 4 H+ + ubikinol + GTP + 3 CO2               |
| Ha ezekhez hozzátesszük még a glikolízis reakciót is, a következő összesített egyenletet kapjuk a teljes glükózoxidációról a légzési lánc előtt:                          | glükóz + 10 NAD+ + 2 ubikinon + 2 ADP + 2 GDP + 4 Pi + 2 H2O | → 10 NADH + 10 H+ + 2 ubikinol + 2 ATP + 2 GTP + 6 CO2 |

A fenti reakciók akkor vezetnek egyensúlyra, ha a Pi a
H2PO4- iont,
az ADP és a GDP rendre az ADP2- és a GDP2- iont,
az ATP és a GTP rendre az ATP3- és a GTP3- ionokat jelölik).
Ha számításba vesszük, hogy a GTP később ATP-vé alakul és a maximum 28 ATP-t, ami a 10 NADH-ből és a 2 ubikinolból keletkezik az oxidatív foszforiláció során, azt kapjuk, hogy egy glükózmolekulából maximálisan 30-32 ATP-molekula képződhet.

## A citromsavciklus lépései

### 1. reakció: citrát-szintáz
|  | A ciklus első reakciójában citrát képződik. Az acetil-CoA oxálacetáttal citrátot képez kondenzációs, majd hidrolitikus reakció során. Az irreverzibilis reakciót (ΔG'°=-31,4 kJ/mol) a citrát-szintáz enzim katalizálja. Az enzim először a mitokondriumban alacsony koncentrációban jelen levő oxálacetátot köti, majd egy konformációváltozás után az acetil-CoA is kötődni tud. Köztitermékként citril-CoA képződik, ebből H2O belépésével CoA szabadul fel. A magas magas csoportátviteli potenciájú tioészterkötés hidrolízise a reakciót erősen exergonikussá teszi, ami azért fontos, mert az oxálacetát koncentrációja alacsony. A szubsztrátok kötődési sorrendje azért fontos, mert így az enzim nem tudja az acetil-CoA-t hidrolizálni. A tioészterkötés hidrolízisének feltétele a citril-CoA létrejöttéhez kötődő konformációváltozás. A reakció terméke, a citrát tovább alakulhat a mitokondriumban, vagy a transzportrendszeren keresztül a citoszolba kerülhet. A citrát citoszolba történő transzportja a mitokondriumban képződő acetil-CoA citoszolba jutását szolgálja, ahol főleg zsírsavak és koleszterin szintézisére használódik fel valamint a NADPH termelését is lehetővé teszi. |

### 2. reakció: akonitáz
|  | A mitokondriumban maradó citrát reverzibilis izomerizáció során átalakulhat izocitráttá. A folyamat kétlépéses és átmeneti dehidratálással jár. A reakciót az akonitáz enzim katalizálja, amely egy FeS-központot tartalmaz. A központ a szubsztrátkötésben, a vízaddícióban és a dehidrációban is szerepet játszik. A cisz-akonitát, mely köztitermékként jön létre, az enzimhez kötődik. Egyensúlyi állapotban csak 6-7%-ban izomerizálódik a citrát, de a folyamat az aktuális koncentrációktól függ, ami folyamatosan változik a sejt energiaállapota szerint. Az izocitrát fogyásának sebessége az izocitrát-dehidrogenáz enzim aktivitásától függ. |

### 3. reakció: izocitrát-dehidrogenáz
|  | Az izocitrát-dehidrogenáz enzim az első dehidrogenálást katalizálja. A reakció során α-ketoglutarát és CO2 keletkezik, egy NAD+-molekula pedig redukálódik. Az irreverzibilis reakció oxidatív dekarboxilálás. Az α-ketoglutarát a mitokondriumban különböző folyamatokban vehet részt. |

### 4. reakció: α-ketoglutarát-dehidrogenáz
|  | Az α-ketoglutarát-dehidrogenáz enzimkomplex működése a piruvát-dehidrogenáz enzimkomplexhez hasonló. Ez az enzim az α-ketoglutarát szukcinil-koenzim-A-vá való átalakulását katalizálja. A reakció irreverzibilis oxidatív dekarboxilezés, melynek során az alfa-ketosav oxidációjából származó energia segítségével magas csoportátviteli potenciálú tioészterkötés jön létre. A komplex három enzimből épül fel: α-ketoglutarát-dehidrogenáz, dihidrolipoil-transzszukciniláz és dihidrolipoil-reduktáz. Ugyanazok a kofaktorok szükségesek a működéshez itt, mint a piruvát-dehidrogenáz-komplex esetében. A folyamatban szukcinil-CoA és CO2 képződik, valamint egy NAD+-molekula redukálódik. A piruvát-dehidrogenázzal ellentétben ez a komplex nem tartalmaz kinázt és foszfatázt. A szukcinil-CoA a porfirinszintézis előanyaga, ezért távozhat a körfolyamatból. |

### 5. reakció: szukcinil-CoA-szintetáz
|  | A szukcinil-CoA-szintetáz enzim a szukcinil-CoA hidrolízisét katalizálja, melynek során CoA és szukcinát keletkezik. A magas csoportátviteli potenciálú reakcióhoz kapcsolt reakció a foszforiltranszfer. Első lépésként a reakcióban átmenetileg maga az enzim, majd GDP foszforilálódik GTP-vé – mely energetikailag ekvivalens az ATP-vel. A reakció szubsztrátszintű foszforiláció, melyben nagy energiájú kötés alakul ki a légzési lánctól függetlenül. |

### 6. reakció: szukcinát-dehidrogenáz
|  | A szukcinát-dehidrogenáz enzim a szukcinát fumaráttá való oxidációját katalizálja. Ebben a lépésben kapcsolódik a citromsavciklus a légzési lánchoz. Az enzim több FeS központot tartalmazó flavoprotein. A reverzibilis reakció sztereospecifikus, kizárólag fumarát képződik. Az enzim a többitől eltérően a mitokondrium belső membránjában helyezkedik el és a terminális oxidációs légzési lánc II. komplexének része. Az enzimhez kovalensen kötött FAD redukálódik és a keletkező FADH2 hidrogénjei redukálják az ubikinont. |

### 7. reakció: fumaráz
|  | A fumaráz enzim által katalizált reakcióban egy proton (H+) és egy OH- csoport kapcsolódik a fumaráthoz transz helyzetben, melyek egy vízmolekulából származnak. Az addíció sztereospecifikus, kizárólag a malát L-izomerje képződik, ellenkező irányban is csak fumarát képződhet. (A maleát, a fumarát cisz-izomerje és a D-malát nem szubsztrátja az enzimnek.) |

### 8. reakció: malát-dehidrogenáz
|  | A ciklus utolsó enzime, a malát-dehidrogenáz a malát oxálacetáttá való átalakulását katalizálja. Az enzim a NAD+ koenzimmel működik. A reakció ΔG'°=+29,7 kJ/mol ellenére reverzibilis. Az egyensúlyi koncentrációviszonyok szerint a reakció a malátképződés irányába lenne eltolva. Az aktuális oxálacetát-koncentráció azonban igen alacsony (10−6 M), illetve a reakció NADH/NAD+ arány szerint tolódhat az oxálacetát irányába. |

## Szabályzás
Bár a piruvát-dehidrogenáz gyakorlatilag nem része a citromsavciklusnak, mégis fontos szerepet játszik benne.
A citromsavciklus több enzimét negatív feedback-ként szabályozza az ATP, ha nagy a sejt energiatöltete (energy charge). Ide tartozik a piruvát-dehidrogenáz, a citrát-szintáz, az izocitrát dehidrogenáz és az alfa-ketoglutarát dehidrogenáz is. Ezek az enzimek, melyek a citromsavciklus első három lépését szabályozzák, gátlódnak, ha megnő az ATP koncentrációja. Ez a szabályzás biztosítja, hogy a citromsavciklus ne oxidáljon piruvátot és acetil-CoA-t, ha elegendő ATP van a sejtben. A negatív feedback alloszterikus mechanizmus által megy végbe.
Több enzim negatívan szabályozódik, mikor a redukáló ekvivalensek szintje magas a sejtben (magas NADH/NAD+ arány).
Ez a szabályzómechanizmus NADH szubsztrát-inhibíciója (gátlás) során valósul meg, azokon az enzimeken, melyeknek a NAD+ a szubsztátja.
Ide tartozik a piruvát-dehidrogenáz, a citrát-szintáz, az izocitrát-dehidrogenáz és az alfa-ketoglutarát-dehidrogenáz.
A kalcium regulátor szerepet játszik.
Aktiválja a piruvát-dehidrogenázt, az izocitrát-dehidrogenázt és az oxoglutarát-dehidrogenázt.
Ez megnöveli a reakciósebességet a ciklus több lépésében és növeli a fluxust a metabolikus útvonal
egészében.
A citrát feedback gátlást végez, mivel gátolja a foszfofruktokináz enzimet, ami a glikolízisben fruktóz-1,6-bifoszfátot állít elő, ami a piruvát prekurzora (előanyaga).
Ez meggátolja az állandó magas fluxust, ha felgyülemlik a citrát és csökken a enzim számára szükséges szubsztrát mennyisége.

## Főbb anyagcsereútvonalak, amelyek a citromsavciklusban egyesülnek
A legtöbb katabolikus (lebontó) anyagcsere-útvonal a citromsavciklusban egyesül.
Azokat a reakciókat, amelyek a citromsavciklus köztitermékeit hozzák létre, (azért, hogy feltöltsék azt, ha kevés van belőlük) anaplerotikus reakcióknak nevezzük.
A citromsavciklus a szénhidrát-lebontás (cukorbontás) harmadik lépése. A glikolízis során a glükóz (6 C atom) piruvátra (3 C atom) bomlik. Az eukariótákban a piruvát a mitokondriumba jut és itt acetil-CoA-vá alakul a piruvát dekarboxiláció során, majd belép a citromsavciklusba.
A fehérjebontásban a fehérjéket proteáz enzimek aminosavakra bontják.
Ezek az aminosavak bejutnak a sejtbe és ott energiává alakulhatnak a citromsavciklusban.
A zsírbontásban a trigliceridek hidrolizálnak, melynek eredményeképp zsírsavak és glicerin keletkezik.
A májban a glicerin glükózzá alakul dihidroxiaceton-foszfáton és glicerilaldehid-3-foszfáton keresztül a glükoneogenezis folyamatában.
Sok szövetben – különösképpen a szívizomszövetben – a zsírsavak a béta-oxidáció folyamatában bomlanak tovább, melynek eredményeképpen acetil-CoA keletkezik és ez beléphet a citromsavciklusba.
Néha a béta-oxidáció során propionil-CoA jön létre, ami további glükóz képződéséhez használódik fel a májban.
A citromsavciklust minden esetben oxidatív foszforiláció követi.
A folyamat energiát von el (elektronok formájában) a NADH-tól és a ubikinoltól ezeket NAD+-dá és ubikinonná oxidálva, a körfolyamat tehát folytatódhat. A citromsavciklus maga nem használ fel oxigént, de az oxidatív foszforiláció igen.
Egy glükózmolekula teljes lebontásakor tehát (a glikolízis, a citromsavciklus és az oxidatív foszforiláció során) 36 ATP-molekula képződik.
A citromsavciklust amfibolikus anyacsere-útvonalnak nevezik, mert anabolikus és katabolikus folyamatokban is szerepet játszik.

## A metabolikus útvonalak áttekintése
| Glukuronát anyagcsere Pentóz átalakítás Inozitol anyagcsere Cellulóz és szukróz anyagcseréje Keményítő és glikogén anyagcseréje Más cukrok anyagcseréje Pentóz-foszfát út Glikolízis és Glükoneogenezis Aminocukrok anyagcseréje Kis aminosavak szintézise Elágazó aminosavak szintézise Purin-bioszintézis Hisztidin anyagcsere Aromás aminosavak szintézise Piruvát dekarboxiláció Anaerob légzés Zsírsav- anyagcsere Ureaciklus Aszpartát aminosav- csoport szintézise Porfirin és korrinoid anyagcsere Citromsavciklus Glutamát aminosav- csoport szintézise Pirimidin-bioszintézis |